# Tod in der Eifel
Tod in der Eifel ist ein deutscher Kriminalfilm des Regisseurs Johannes Grieser und des Autors Holger Karsten Schmidt aus dem Jahr 2008, der für das Zweite Deutsche Fernsehen produziert wurde. Maria Simon und Christian Redl spielen in den beiden Hauptrollen Vater und Tochter. Als gemeinsam ermittelnde Polizeibeamte müssen sie ihren schwelenden familiären Konflikt hintanstellen.

## Handlung
Die junge Kriminalkommissarin Lona Schanz wird vom LKA in ihr Heimatdorf Eschbach geschickt, um die Ermittlungen zu einem bewaffneten Raubüberfall zu leiten. Ein Geldtransporter wurde mitten im Wald überfallen und ausgeraubt. Der ortsansässige Streifenpolizist Rolf Schanz ist ihr Vater, der den Kontakt zu seiner Tochter wegen einer Familienstreitigkeit vor einigen Jahren abbrach. Seinen jungen Kollegen Tim Wenning kennt Lona noch aus ihrer Schulzeit. Vater Schanz hat Probleme, die beruflich bedingte Autorität seiner Tochter zu akzeptieren, und widersetzt sich auch schon mal ihren Anweisungen. Beide Täter stammen aus dem Dorf; das wird Lona schnell bewusst, denn sie besitzen Ortskenntnis und flohen mit Fahrrädern.
Martin Wenning und Jochen Hofmann verübten nicht nur diesen, sondern bereits elf Jahre zuvor gemeinsam mit Klaus Lohmann einen Banküberfall und erbeuteten dabei 2,7 Millionen Deutsche Mark. Nur Klaus Lohmann wurde gefasst und verbüßte eine elfjährige Haftstrafe, ohne die Namen der Mittäter preiszugeben. Zum Dank erwartet er natürlich nun seinen Anteil an der Beute. Wenning und Hofmann haben jedoch das Geld investiert. Um Lohmann dennoch auszahlen zu können, mussten sie erneut auf Raubzug gehen. Diesmal betrug die Beute magere 75.000 Euro. Wenning übergibt das Geld wie gewünscht an Lohmann, dem das natürlich zu wenig ist und der mehr fordert. Als Lohmann wenig später im Wald mit einer schweren Schussverletzung gefunden wird, können sich weder Wenning noch Hofmann erklären, wie es dazu kam; sie beteuern einander, Lohmann nichts angetan zu haben.
Da ihr Vater die Ermittlungen offensichtlich behindert und mehr weiß, als er zugibt, durchsucht Lona die Finanzunterlagen im Haus ihres Vaters. Er hatte damals viel Geld für die Krebsbehandlung seiner geliebten Ehefrau (Lonas Mutter) aufbringen müssen. Lona kann überblicken, dass der Verkauf der Lebensversicherungen niemals die erforderliche Summe eingebracht haben kann. Nun wird allmählich klar, dass auch ihr eigener Vater in den Überfall verstrickt sein muss. So wie es aussieht, hatte er sich für einen Anteil an der Beute vom Bankraub nicht nur mit seinen Ermittlungen zurückgehalten, sondern er hatte sogar den Fluchtwagen gefahren.
Klaus Lohmann wird inzwischen für hirntot erklärt, und die Ärzte sind kurz davor, die lebenserhaltenden Maßnahmen zu beenden. Lona bittet um Aufschub. Im Dorf verbreitet sie das Gerücht, Lohmann würde demnächst aus dem künstlichen Koma geholt und polizeilich vernommen. Sie versteckt sich in einem Nebenraum Lohmanns Krankenzimmers und erwartet denjenigen, der das Leben des Klaus Lohmann auf dem Gewissen hat. Erstaunlicherweise erscheint nicht nur ihr Vater, sondern auch kurz darauf Tim Wenning. Dieser macht eindeutig klar, dass er Lohmann zum Schweigen bringen möchte. Vater und Tochter Schanz können ihn überwältigen.
Tim hat ein inzestuöses Verhältnis zu seiner 17-jährigen Schwester Rebecca; sein Vater ist darüber wütend und versucht es zu unterbinden. Mit der Erschießung Lohmanns wollte Tim den Verdacht auf seinen Vater lenken, um sich an ihm zu rächen und ihn hinter Gitter zu bringen. Zudem hätte er mit Lohmans 75.000 Euro ein gutes Startkapital gehabt, um mit seiner Schwester zusammen ein neues Leben zu beginnen.
Rolf Schanz findet am Ende zu seiner Tochter zurück und will auch die Konsequenzen für seine Mittäterschaft an dem Bankraub vor elf Jahren tragen.

## Hintergrundinformationen
Gedreht wurde der Film in Bad Münstereifel und Mechernich, im Herzen der Eifel gelegen.
Am 27. September 2008 wurde er auf dem Hamburger Filmfestival uraufgeführt. Am 9. Februar 2009 wurde er dann erstmals im ZDF ausgestrahlt.

## Kritiken
„In der Provinz angesiedelter (Fernseh-)Kriminalfilm, der sich durch seine dichte Handlung und stimmungsvolle Personenbeschreibung auszeichnet und das provinzielle Milieu recht gut einfängt.“

„Spannendes, glaubwürdig gespieltes und klasse besetztes Provinzdrama.“

„Dieser ZDF-‚Fernsehfilm der Woche‘ lässt sich an, als wäre er vom ‚Baader Meinhof Komplex‘ inspiriert, aber das täuscht. Es ist alles zehn Nummern kleiner und langsamer. […] 'Tod in der Eifel' ist keine Action-Orgie, sondern etwas für die Freunde bodenständiger Typen und sensibel inszenierter Psycho-Studien.“